# Pont d'Austerlitz
Pont d'Austerlitz (česky Slavkovský most) je most přes řeku Seinu v Paříži. Spojuje 12. obvod u ulici Rue Ledru-Rollin na pravém břehu spolu s 5. obvod a 13. obvodem na levém na úrovni Jardin des Plantes.

## Historie
První most byl v těchto místech postaven v letech 1801–1805 s potřebou spojit předměstí Saint-Antoine na pravé straně řeky s levým břehem. Most byl pojmenován v roce 1806 na počest Napoleonova vítězství v bitvě u Slavkova. V roce 1815 se jeho jméno změnilo na pont du Jardin-du-Roi (most Královských zahrad), ale roku 1830 se vrátil ke svému původnímu názvu. V roce 1854 byl most prohlášen za nebezpečný a musel být přestavěn. Další rozšíření mostu proběhlo v letech 1884–1885.

## Architektura
Původní most měl pět kovových oblouků každý o délce 32 metrů, které spočívaly na zděných pilířích. Nový most z poloviny 19. století zachoval pět oblouků, ale byl celý zděný. Celková délka mostu od té doby činí 173,8 metrů. Most byl původně široký 18 metrů, po rozšíření v letech 1884–1885 je to 30 metrů (20 metrů vozovka a 5 metrů dva chodníky). Architekty prvního mostu byli Louis Becquey de Beaupré a Corneille Lamandé, nového mostu Alexandre Michal a Jules Savarin a poslední přestavbu provedl Jean-Marie-Georges Choquet.